# Enzo Restuccia
Vincenzo Restuccia, detto Enzo (Napoli, 19 marzo 1941 – Roma, 5 dicembre 2021), è stato un batterista italiano.

## Biografia
Nato da madre napoletana e padre siciliano (di Avola), comincia a suonare la batteria diventando allievo di Romeo De Piscopo, fratello morto precocemente del più famoso Tullio. Dopo il diploma in percussioni conseguito presso il Conservatorio di L'Aquila, si trasferisce a Roma; Restuccia inizia presto l'attività di session man per la RCA Italiana, lavorando spesso con Ennio Morricone e per la realizzazione di alcuni 45 giri (ad esempio per Paul Anka). Sposa la violista Anna Giordano, e nel 1969 diventa papà di Marina, che in seguito intraprenderà la carriera di cantante con il nome d'arte di Marina Rei.
Diventa quindi batterista nell'orchestra della Rai, prendendo parte a innumerevoli trasmissioni televisive e partecipando, fra l'altro, a otto edizioni consecutive del Festival di Sanremo (dal 1993 al 2000); nel corso degli anni suona in molti dischi entrati nella storia della nostra musica leggera, con nomi quali Sergio Endrigo, Fabrizio De André, Angelo Branduardi, Claudio Baglioni.
Collabora spesso con Nicola Piovani, negli album che il musicista registra come arrangiatore agli studi Ortophonic di Roma, situati in piazza Euclide (ora si chiamano studi Music Village; il tecnico del suono è Sergio Marcotulli, padre della pianista jazz Rita). Parallelamente porta avanti anche una carriera di batterista jazz, suonando nel quintetto di Marcello Rosa e nella Marcello Rosa Trad Band, e suonando tra gli altri con Dizzy Gillespie, Benny Goodman, Paco de Lucía. Negli anni '80 diventa insegnante di batteria al conservatorio di Perugia, e al Saint Louis College of Music. Negli ultimi anni si è spesso esibito con la figlia, ed è impegnato soprattutto con le tournée di Ennio Morricone, della cui orchestra è il batterista.
È morto il 5 dicembre 2021, all'età di 80 anni.

## Dischi di altri artisti in cui ha suonato Enzo Restuccia
Tranne dove indicato, i dischi sono da intendersi come 33 giri o CD
| Anno                           | Interprete                                              | Titolo Album o singolo                                        |
| ------------------------------ | ------------------------------------------------------- | ------------------------------------------------------------- |
| 1967                           | Lucio Battisti                                          | La farfalla impazzita (provino inedito)                       |
| 1968                           | Paul Anka                                               | La farfalla impazzita/Sono splendidi gli occhi tuoi (45 giri) |
| 1969                           | Sergio Endrigo, Vinícius de Moraes e Giuseppe Ungaretti | La vita, amico, è l'arte dell'incontro                        |
| 1970                           | Nino Ferrer                                             | Rats and roll's                                               |
| 1970                           | Sandro Brugnolini                                       | Overground                                                    |
| 1970                           | Giovanni Tommaso                                        | Giovanni Tommaso with The Healthy Food Band                   |
| 1971                           | Fabrizio De André                                       | Non al denaro non all'amore né al cielo                       |
| 1971                           | Piero Umiliani                                          | Africa                                                        |
| 1972                           | Franchi Giorgetti Talamo                                | Il vento ha cantato per ore tra i rami versi d'amore          |
| 1972                           | Donatella Moretti                                       | Conto terzi                                                   |
| 1972                           | Piero Umiliani                                          | Mille e una sera                                              |
| 1973                           | Piero Umiliani                                          | To-Day's Sounds                                               |
| 1973                           | Fabrizio De André                                       | Storia di un impiegato                                        |
| 1973                           | Franco Califano                                         | L'evidenza dell'autunno                                       |
| 1973                           | Ennio Morricone                                         | Revolver                                                      |
| 1974                           | Angelo Branduardi                                       | Angelo Branduardi                                             |
| 1975                           | Gianni Dell'Orso                                        | Mondo di notte oggi                                           |
| 1976                           | Massimo Ranieri                                         | Meditazione                                                   |
| 1976                           | Piero Umiliani                                          | L'uomo e la città                                             |
| 1976                           | Piero Umiliani                                          | Temi descrittivi per piccolo complesso                        |
| 1976                           | Ornella Vanoni                                          | Più                                                           |
| 1977                           | Raffaella Carrà                                         | Fiesta                                                        |
| 1977                           | Claudio Baglioni                                        | Solo                                                          |
| 1977                           | Piero Umiliani                                          | Jazz a confronto                                              |
| 1978                           | Antonio Sangiuliano                                     | Take off                                                      |
| 1978                           | Piero Marras                                            | Fuori campo                                                   |
| 1979                           | Ornella Vanoni                                          | Oggi le canto così, vol.1                                     |
| 1980                           | Tito Schipa Jr.                                         | Er domPasquale                                                |
| 1980                           | Piero Umiliani                                          | Tra scienza e fantascienza                                    |
| 1981                           | Eduardo De Crescenzo                                    | Ancora                                                        |
| 1981                           | Loretta Goggi                                           | Il mio prossimo amore                                         |
| 1982                           | Loretta Goggi                                           | Pieno d'amore                                                 |
| 1983                           | Massimo Bizzarri                                        | Gocce di vita                                                 |
| 1983                           | Sergio Caputo                                           | Un sabato italiano                                            |
| 1983                           | Marcello Marrocchi                                      | Fermatevi                                                     |
| 1986                           | Angelo Branduardi                                       | Momo                                                          |
| 1995                           | Marina Rei                                              | Marina Rei                                                    |
| 1996 (registrazioni 1967-1980) | Marcello Rosa                                           | Heaven                                                        |